# Schönfeldové
Schönfeldové, resp. svobodní páni a hrabata ze Schönfeldu (německy von Schönfeld, tj. z Krásného Pole), jsou starý šlechtický rod z Lotrinska, který svůj původ odvozuje od Nicolase de Serainchamp (tj. z Jasného Pole), který žil v letech 1588–1663 a jako důstojník bojoval na císařské straně v západních Čechách. Svůj francouzský predikát si proto poněmčil při povýšení do panského (baronského) stavu roku 1639. Tento posléze český rod není genealogicky spřízněn se šlechtickým rodem saských Schönfeldů ani českých Schönfeldů jiného erbu (nobilitovaných roku 1594).

## Hrabata ze Schönfeldu ve východních Čechách
- Nicolaus (Mikuláš) de Serainchamps (6. dubna 1588, Lotrinsko – 12. ledna 1663 Praha), syn Františka de Serainchamp, pána Brabantu, Sartu, Bettainvillers a jeho manželky Anny z Heumontu. Mikuláš proslul jako voják ve třicetileté válce (1618–1648), a to jako plukovník císařské armády. Za své služby při obléhání Prahy Švédy na konci třicetileté války obdržel v roce 1648 vedle panství Předlice a Krásný Les (Šonvald) také titul svobodného pána v Království českém. Jeho jméno bylo změněno na Schönfeld a byl povýšen i jeho erb. Byl ženatý s Josinou (Rozinou) van de Heede († 1. června 1663), dcerou Františka hraběte van de Heede a Anny de Breydel. Josina byla vdovou po Františku de Courier, majitelka statků Nasavrky, Trhová Kamenice a Seč ve východních Čechách. Mikuláš ze Schönfeldu se stal císařským tajným radou, místodržitelem říšského hrabství Saarwerden, generálním komisařem císařského vojska a válečným radou a nejvyšším mincmistrem Království českého (od roku 1650 do své smrti). Mikuláš by měl být pohřben v kostele Panny Marie Sněžné v Praze. Josina měla z prvního manželství tři děti – jednu dceru, která se provdala za velitele namurské pevnosti, dále dva syny, kteří však zemřeli předčasně bezdětní. Z druhého manželství Josiny s Mikulášem ze Schönfeldu vzešly tři děti, které byly 16. prosince 1678 povýšeny do hraběcího stavu:

1. Josef Rudolf svobodný pán ze Schönfeldu (od roku 1678 hrabě) byl císařský komoří a říšský dvorní rada ve Vídni, zemřel bez potomků v roce 1704
2. Marie Polyxena Anna ze Schönfeldu (1641 – 14. prosince 1697 v Praze), provdaná za hraběte Albrechta Maxmiliána hraběte Desfours, majitele Hrubého Rohozce
3. Rudolf Václav svobodný pán ze Schönfeldu (od roku 1678 hrabě, 1645 – 5. srpna 1684 v Seči), majitel Salins, Lombringen v Nizozemí a Prödlitz (Předlice), Netluk (Pnětluky), Petershayn (Petrovice), Schönwald (Krásný Les) a Setsch (Seč) v Čechách, byl hejtmanem Chrudimského kraje, nejvyšší lovčí Království českého a císařský komoří. Od roku 1666 byl ženatý s Viktorií Magdalenou hraběnkou z Valdštejna, dcerou Jana Kryštofa z Valdštejna. Jejich děti byly:
  1. Marie Anna Viktorie hraběnka ze Schönfeldu (19. července 1667 v Praze – 15. února 1727 tamtéž), provdaná 30. ledna 1689 ve Staré Boleslavi za hraběte Františka Ignáce Wratislawa z Mitrowitz, zemřela 13. března 1715, pohřbena v kostele svatého Jakuba na Starém Městě v Praze. Oba jejich synové (1) Jan Josef (1688) a (2) František Karel (1696) obdrželi ve Vídni 25. března 1741 rodinný přídomek hrabě Wratislaw z Mitrowitz a ze Schönfeldu
  2. Josef František Karel hrabě ze Schönfeldu (4. září 1668 v Praze – 18. února 1737 v Zaječicích na Chrudimsku) byl poslední nositel jména rodiny hrabat ze Schönfeldu v Čechách, vícelovčí Království českého, majitel panství a zámku Žleby, panství a zámkuTupadly u Čáslavi, a obrovského panství Nasavrky se zámky v Seči, Nasavrkách a Slatiňanech. Dále vlastnil zámek Maleč, který zdědila jeho dcera Marie Kateřina. 16. července 1725 se oženil s Kateřinou Ludmilou hraběnkou Michnovou z Vacínova (dcera Viléma Václava Františka svobodného pána Michny z Vacínova). Jejich děti byly: (1) Josef (1726–1733); (2) Marie Kateřina (12. listopadu 1728 – 4. června 1753), provdaná za knížete Jana Adama z Auerspergu (1721–1795) ve Vídni 14. listopadu 1746, jako jeho první žena; a (3) dcera (1730–1735)
4. Ludmilla svobodná paní ze Schönfeldu, zemřela v Praze 25. března 1676; provdána za Johanna Markuse Georga hraběte Clary und Aldringen († 1700) v Bohosudově 4. května 1667
5. Anna Františka svobodná paní ze Schönfeldu; provdaná za Viléma Adolfa svobodného pána Harant von Pollschitz und Weseritz (z Polžic a Bedružic), padl 1675 u Straßburgu, vnuk Kryštofa Haranta z Polžic a Bezdružic (1564–1621)

Smrtí Josefa Františka hraběte ze Schönfeldu v roce 1737 vymřel tento rod v mužské linii. Jméno Schönfeld je od roku 1741 součástí přídomku hraběcího rodu Vratislavů z Mitrovic a ze Schönfeldu.

## Páni a hrabata ze Schönfeldu v Sasku
Německý rod von Schönfeld, erbu černé ostrve ve zlatém štítě, je šlechtický rod pocházející ze Saska čili zcela jiného původu, viz Schönfeldové (saský rod)

## Šlechtici a rytíři ze Schönfeldu v Čechách
Český rod ze Schönfeldu, erbu kůlu a břevna se třemi hvězdami, nobilitovaný roku 1594, rytířský titul získal v roce 1814 Jana Ferdinanda ze Schönfeldu (1750–1821) a je také jiného původu. Členové provozovali i zvonařskou dílnu na Starém Městě pražském. Další byli činní jako úředníci, knihtiskaři a nakladatelé v Praze, Mostě a Žatci.

## Rodový erb Schönfeldů (de Seraincham)
Ve stříbrném štítě červené kosmé břevno se třemi zlatými růžemi. Klenotem na korunované turnajské přilbě jsou tři pštrosí pera (zlaté mezi červenými) a stříbrná psí hlava se zlatým obojkem. Přikrývalda červeno-stříbrná. Později byl erb polepšen čtvrcením se středním štítkem (psí hlava s obojkem), v prvním a čtvrtém poli původní rodový erb (břevno se třemi růžemi), ve druhém a třetím lev. Tři přilbové klenoty (tři pera se psí hlavou, císařský orel, tři pera).

## Významné osobnosti zmíněných rodů

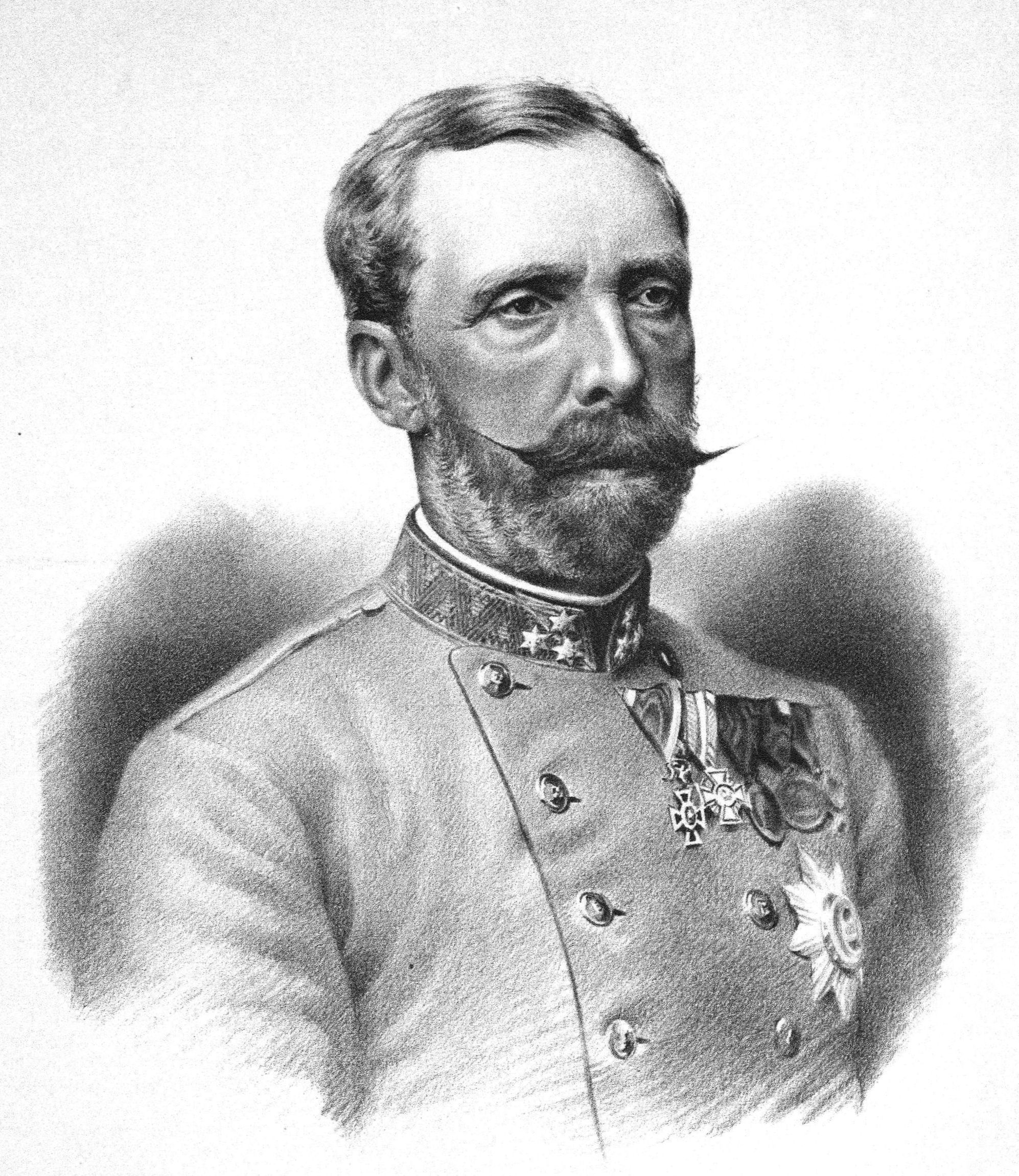
Antonín ze Schönfeldu (1827–1898), generální inspektor rakouské císařské armády. Portrét kolem roku 1890

- Antonín Jan ze Schönfeldu (1695), c. k. dvorní knihtiskař v Praze a genealog
- František Expedit šlechtic ze Schönfeldu SJ (1745–1807), učenec a spisovatel, roku 1760 vstoupil do Jezuitského řádu, byl profesorem básnického umění (na Gymnáziu Nového Města pražského a Pražské univerzity), děkan v Zákupech, skutečný dvorní rada úřadujícího vévody prince Christiana z Waldecku[5]
- Jan Ferdinand rytíř ze Schönfeldu (1750–1821), c.k. dvorní knihtiskař a genealog, v roce 1814 dosáhl povýšení rodu do rytířského stavu[6][7]
- Ignác rytíř ze Schönfeldu (1778–1839), rakouský státní úředník, podnikatel a genealog[8]
- Peter rytíř ze Schönfeldu (1784–1857), nakladatel, knihtiskař v Mostě a Žatci, zřídil první knihtisk v Žateckém okrese.
- Teodor rytíř ze Schönfeldu (1816–1879), právník, advokát, knihkupec a starosta v Žatci
- Anton von Schönfeld (1827–1898), c. k. polní zbrojmistr, náčelník rakousko-uherského generálního štábu[9]
- Konstantin rytíř ze Schönfeldu (1844–1921), starosta v Žatci
- Rudolf rytíř ze Schönfeldu (1876–1940), důstojník, 1894 u II. hulánského pluku v Tarnově, po válečném zajetí v roce 1921 major ve výslužbě, v letech 1924–1938 starosta za Stranu křesťansko-sociální v Žatci[10]